# Karlheinz Vogel
Karlheinz Vogel (* 1913; † 1995) war ein deutscher Sportjournalist.

## Werdegang
Vogel leitete bei der Frankfurter Allgemeinen Zeitung (FAZ) bis 1980 22 Jahre lang die Sportredaktion, zuvor war er bei derselben Zeitung neun Jahre für den Lokalteil verantwortlich. Als entscheidender Schritt in der Entwicklung der FAZ-Sportseiten unter Vogels Führung galt die Berichterstattung von den Olympischen Sommerspielen 1972 in München. Sein Nachfolger als Leiter der Sportredaktion wurde 1980 sein langjähriger Mitarbeiter Steffen Haffner.
Vogel nahm in Artikeln eine gegenüber der Kommerzialisierung des Sports kritische Haltung ein. Unter seiner Leitung brachte die FAZ mehrere Bücher über die Olympischen Spiele heraus. Die FAZ bezeichnete ihn 2018 als „eine der bedeutenden Persönlichkeiten des modernen Sportjournalismus“.